# لیست ایران سربلند در انتخابات مجلس شورای اسلامی (۱۳۹۹–۱۳۹۸)

نشان شورای ائتلاف نیروهای انقلاب اسلامی

لیست ایران سربلند نام فهرست انتخاباتی اعلام‌شده شورای ائتلاف نیروهای انقلاب اسلامی (شانا) است برای شرکت در انتخابات یازدهمین دوره مجلس شورای اسلامی است.

## انتخابات یازدهمین دوره مجلس شورای اسلامی

### راه‌یافتگان
با اعلام نتایج دور اول انتخابات مجلس افراد ذیل که در لیست شورای ائتلاف نیروهای انقلاب اسلامی حضور داشتند، از حوزه‌های انتخابیه مذکور به مجلس راه یافتند:
| ردیف | رتبه | نام                         | حوزهٔ انتخاباتی                                    | سابقهٔ نمایندگی | آراء دور اول | نتیجه          | آراء دور دوم | نتیجه      |
| ---- | ---- | --------------------------- | ------------------------------------------------- | -------------- | ------------ | -------------- | ------------ | ---------- |
| ۱    | ۲    | احمد علیرضابیگی             | تبریز، آذرشهر و اسکو                              | نه             | ۱۰۹٬۹۷۰      | برنده          |              |            |
| ۲    | ۳    | روح‌الله متفکر آزاد          | تبریز، آذرشهر و اسکو                              | نه             | ۱۰۵٬۴۴۹      | برنده          |              |            |
| ۳    | ۴    | سید محمدرضا میرتاج‌الدینی    | تبریز، آذرشهر و اسکو                              | آری            | ۱۰۳٬۶۷۲      | برنده          |              |            |
| ۴    | ۵    | محمدحسین فرهنگی             | تبریز، آذرشهر و اسکو                              | آری            | ۹۹٬۷۰۳       | برنده          |              |            |
| ۵    | ۱    | علی علیزاده                 | مراغه و عجب‌شیر                                    | نه             | ۴۴٬۶۹۱       | برنده          |              |            |
| ۶    | ۱    | مهدی اسماعیلی               | میانه                                             | نه             | ۱۶٬۸۶۶       | برنده          |              |            |
| ۷    | ۱    | جعفر راستی                  | شبستر                                             | نه             | ۱۲٬۵۹۶       | برنده          |              |            |
| ۸    | ۱    | سید علی موسوی               | ملکان                                             | نه             | ۲۰٬۱۴۰       | برنده          |              |            |
| ۹    | ۱    | حسین حاتمی                  | کلیبر، خداآفرین و هوراند                          | نه             | ۱۷٬۶۲۵       | برنده          |              |            |
| ۱۰   | ۱    | سید سلمان ذاکر              | ارومیه                                            | آری            | ۱۳۸٬۴۳۶      | برنده          |              |            |
| ۱۱   | ۱    | محمد علیپور رحمتی           | ماکو و شوط و پلدشت و چالدران                      | نه             | ۲۰٬۱۳۰       | برنده          |              |            |
| ۱۲   | ۱    | مهدی عیسی‌زاده               | میاندوآب                                          | آری            | ۴۳٬۰۱۶       | برنده          |              |            |
| ۱۳   | ۱    | علی نیکزاد                  | اردبیل، سرعین، نمین و نیر                         | نه             | ۱۱۷٬۶۱۲      | برنده          |              |            |
| ۱۴   | ۲    | سید کاظم موسوی              | اردبیل، سرعین، نمین و نیر                         | آری            | ۵۹٬۵۱۶       | برنده          |              |            |
| ۱۵   | ۳    | صدیف بدری                   | اردبیل، سرعین، نمین و نیر                         | آری            | ۵۳٬۷۰۸       | برنده          |              |            |
| ۱۶   | ۱    | سید غنی نظری خانقاه         | خلخال و کوثر                                      | نه             | ۲۲٬۴۸۹       | برنده          |              |            |
| ۱۷   | ۱    | ولی اسماعیلی                | گرمی                                              | آری            | ۲۴٬۱۶۹       | برنده          |              |            |
| ۱۸   | ۱    | محمود عباس‌زاده              | مشکین‌شهر                                          | نه             | ۳۲٬۲۵۴       | برنده          |              |            |
| ۱۹   | ۱    | امیرحسین بانکی پور فرد      | اصفهان                                            | نه             | ۲۴۵٬۶۲۹      | برنده          |              |            |
| ۲۰   | ۲    | عباس مقتدایی خوراسگانی      | اصفهان                                            | آری            | ۲۲۸٬۰۳۸      | برنده          |              |            |
| ۲۱   | ۳    | مهدی طغیانی                 | اصفهان                                            | نه             | ۱۸۸٬۰۰۳      | برنده          |              |            |
| ۲۲   | ۴    | زهرا شیخی مبارکه            | اصفهان                                            | نه             | ۱۷۲٬۸۵۰      | برنده          |              |            |
| ۲۳   | ۵    | حسین میرزایی                | اصفهان                                            | نه             | ۱۶۳٬۳۷۰      | برنده          |              |            |
| ۲۴   | ۱    | سید صادق طباطبایی‌نژاد       | اردستان                                           | آری            | ۱۳٬۲۲۹       | برنده          |              |            |
| ۲۵   | ۱    | حسینعلی حاجی دلیگانی        | شاهین‌شهر و میمه و برخوار                          | آری            | ۶۳٬۷۷۰       | برنده          |              |            |
| ۲۶   | ۱    | محمدتقی نقدعلی              | خمینی‌شهر                                          | نه             | ۳۶٬۰۵۵       | برنده          |              |            |
| ۲۷   | ۱    | سید ناصر موسوی لارگانی      | فلاورجان                                          | آری            | ۲۶٬۹۰۲       | برنده          |              |            |
| ۲۸   | ۱    | سید جواد ساداتی‌نژاد         | کاشان و آران و بیدگل                              | آری            | ۸۸٬۹۴۶       | برنده          |              |            |
| ۲۹   | ۱    | سید مسعود خاتمی             | گلپایگان و خوانسار                                | نه             | ۲۱٬۴۷۱       | برنده          |              |            |
| ۳۰   | ۱    | علی یوسف‌پور                 | لنجان                                             | آری            | ۹٬۵۵۸        | دور دوم        | ۹٬۲۸۴        | رأی نیاورد |
| ۳۱   | ۱    | پروین صالحی مبارکه          | مبارکه                                            | نه             | ۱۲٬۰۷۵       | برنده          |              |            |
| ۳۲   | ۱    | ابوالفضل ابوترابی           | نجف‌آباد و تیران و کرون                            | آری            | ۵۷٬۷۰۰       | برنده          |              |            |
| ۳۳   | ۱    | رحمت‌الله فیروزی پوربادی     | نطنز و بخش قمصر                                   | نه             | ۱۱٬۲۵۱       | برنده          |              |            |
| ۳۴   | ۱    | مهدی عسگری                  | کرج، اشتهارد و فردیس                              | نه             | ۸۷٬۸۰۸       | برنده          |              |            |
| ۳۵   | ۱    | علی حدادی                   | ساوجبلاغ، طالقان و نظرآباد                        | نه             | ۴۳٬۲۳۳       | برنده          |              |            |
| ۳۶   | ۱    | علی‌اکبر بسطامی              | ایلام، ایوان، شیروان، چرداول و مهران              | نه             | ۴۲٬۲۹۶       | برنده          |              |            |
| ۳۷   | ۱    | عبدالکریم جمیری             | بوشهر، گناوه و دیلم                               | آری            | ۲۹٬۲۶۰       | برنده          |              |            |
| ۳۸   | ۱    | غلامحسین کرمی               | دشتی و تنگستان                                    | نه             | ۲۹٬۰۵۷       | برنده          |              |            |
| ۳۹   | ۱    | ابراهیم رضایی               | دشتستان                                           | نه             | ۳۶٬۵۸۱       | برنده          |              |            |
| ۴۰   | ۱    | موسی احمدی                  | کنگان، دیر، جم و عسلویه                           | آری            | ۳۸٬۹۹۸       | برنده          |              |            |
| ۴۱   | ۱    | محمدباقر قالیباف            | تهران، ری، شمیرانات، اسلامشهر و پردیس             | نه             | ۱٬۲۶۵٬۲۸۷    | برنده          |              |            |
| ۴۲   | ۲    | سید مصطفی میرسلیم           | تهران، ری، شمیرانات، اسلامشهر و پردیس             | نه             | ۸۹۲٬۳۱۸      | برنده          |              |            |
| ۴۳   | ۳    | مرتضی آقاتهرانی             | تهران، ری، شمیرانات، اسلامشهر و پردیس             | آری            | ۸۶۸٬۰۲۵      | برنده          |              |            |
| ۴۴   | ۴    | الیاس نادران                | تهران، ری، شمیرانات، اسلامشهر و پردیس             | آری            | ۸۴۱٬۹۵۶      | برنده          |              |            |
| ۴۵   | ۵    | سید محسن دهنوی              | تهران، ری، شمیرانات، اسلامشهر و پردیس             | نه             | ۸۲۹٬۲۹۲      | برنده          |              |            |
| ۴۶   | ۶    | سید محمود نبویان            | تهران، ری، شمیرانات، اسلامشهر و پردیس             | آری            | ۸۲۱٬۲۰۳      | برنده          |              |            |
| ۴۷   | ۷    | سید احسان خاندوزی           | تهران، ری، شمیرانات، اسلامشهر و پردیس             | نه             | ۸۰۱٬۶۹۶      | برنده          |              |            |
| ۴۸   | ۸    | اقبال شاکری                 | تهران، ری، شمیرانات، اسلامشهر و پردیس             | نه             | ۷۹۵٬۲۱۱      | برنده          |              |            |
| ۴۹   | ۹    | ابوالفضل عمویی              | تهران، ری، شمیرانات، اسلامشهر و پردیس             | نه             | ۷۹۲٬۹۶۴      | برنده          |              |            |
| ۵۰   | ۱۰   | بیژن نوباوه                 | تهران، ری، شمیرانات، اسلامشهر و پردیس             | آری            | ۷۹۲٬۵۶۵      | برنده          |              |            |
| ۵۱   | ۱۱   | مجتبی توانگر                | تهران، ری، شمیرانات، اسلامشهر و پردیس             | نه             | ۷۸۹٬۹۱۳      | برنده          |              |            |
| ۵۲   | ۱۲   | فاطمه رهبر                  | تهران، ری، شمیرانات، اسلامشهر و پردیس             | آری            | ۷۸۷٬۴۸۵      | برنده (درگذشت) |              |            |
| ۵۳   | ۱۳   | محسن پیرهادی                | تهران، ری، شمیرانات، اسلامشهر و پردیس             | نه             | ۷۸۵٬۴۵       | برنده          |              |            |
| ۵۴   | ۱۴   | روح‌الله ایزدخواه            | تهران، ری، شمیرانات، اسلامشهر و پردیس             | نه             | ۷۸۴٬۴۵۶      | برنده          |              |            |
| ۵۵   | ۱۵   | احمد نادری                  | تهران، ری، شمیرانات، اسلامشهر و پردیس             | نه             | ۷۸۳٬۵۴۵      | برنده          |              |            |
| ۵۶   | ۱۶   | عبدالحسین روح‌الامینی        | تهران، ری، شمیرانات، اسلامشهر و پردیس             | نه             | ۷۷۹٬۴۷۹      | برنده          |              |            |
| ۵۷   | ۱۷   | سید نظام‌الدین موسوی         | تهران، ری، شمیرانات، اسلامشهر و پردیس             | نه             | ۷۷۸٬۶۱۸      | برنده          |              |            |
| ۵۸   | ۱۸   | زهره الهیان                 | تهران، ری، شمیرانات، اسلامشهر و پردیس             | نه             | ۷۷۳٬۲۶۳      | برنده          |              |            |
| ۵۹   | ۱۹   | مالک شریعتی                 | تهران، ری، شمیرانات، اسلامشهر و پردیس             | نه             | ۷۶۸٬۱۳۹      | برنده          |              |            |
| ۶۰   | ۲۰   | مهدی شریفیان                | تهران، ری، شمیرانات، اسلامشهر و پردیس             | نه             | ۷۶۰٬۰۱۶      | برنده          |              |            |
| ۶۱   | ۲۱   | سید رضا تقوی                | تهران، ری، شمیرانات، اسلامشهر و پردیس             | آری            | ۷۵۳٬۳۰۷      | برنده          |              |            |
| ۶۲   | ۲۲   | سمیه رفیعی                  | تهران، ری، شمیرانات، اسلامشهر و پردیس             | نه             | ۷۴۲٬۹۷۵      | برنده          |              |            |
| ۶۳   | ۲۳   | سید علی یزدی‌خواه            | تهران، ری، شمیرانات، اسلامشهر و پردیس             | نه             | ۷۴۲٬۳۹۴      | برنده          |              |            |
| ۶۴   | ۲۴   | علی خضریان                  | تهران، ری، شمیرانات، اسلامشهر و پردیس             | نه             | ۷۴۰٬۰۳۳      | برنده          |              |            |
| ۶۵   | ۲۵   | رضا تقی‌پور                  | تهران، ری، شمیرانات، اسلامشهر و پردیس             | نه             | ۷۲۸٬۲۳۸      | برنده          |              |            |
| ۶۶   | ۲۶   | فاطمه قاسم‌پور               | تهران، ری، شمیرانات، اسلامشهر و پردیس             | نه             | ۷۲۶٬۰۰۷      | برنده          |              |            |
| ۶۷   | ۲۷   | مجتبی رضاخواه               | تهران، ری، شمیرانات، اسلامشهر و پردیس             | نه             | ۷۲۳٬۷۲۹      | برنده          |              |            |
| ۶۸   | ۲۸   | زهره سادات لاجوردی          | تهران، ری، شمیرانات، اسلامشهر و پردیس             | نه             | ۷۱۴٬۹۳۱      | برنده          |              |            |
| ۶۹   | ۲۹   | غلامحسین رضوانی             | تهران، ری، شمیرانات، اسلامشهر و پردیس             | نه             | ۷۱۱٬۶۰۸      | برنده          |              |            |
| ۷۰   | ۳۰   | عزت‌الله اکبری تالارپشتی     | تهران، ری، شمیرانات، اسلامشهر و پردیس             | آری            | ۶۴۲٬۲۱۴      | برنده          |              |            |
| ۷۱   | ۱    | فرهاد بشیری                 | پاکدشت                                            | آری            | ۳۷٬۲۲۷       | برنده          |              |            |
| ۷۲   | ۱    | سید احمد رسولی‌نژاد          | دماوند و فیروزکوه                                 | آری            | ۱۵٬۸۵۶       | برنده          |              |            |
| ۷۳   | ۱    | حسن نوروزی                  | رباط‌کریم و بهارستان                               | آری            | ۳۹٬۴۲۹       | برنده          |              |            |
| ۷۴   | ۱    | حسین حق‌وردی                 | شهریار، قدس و ملارد                               | نه             | ۱۰۸٬۶۸۱      | برنده          |              |            |
| ۷۵   | ۱    | قدرت‌الله حمزه               | اردل، فارسان، کوهرنگ و کیار                       | نه             | ۲۹٬۸۰۹       | برنده          |              |            |
| ۷۶   | ۱    | امیرقلی جعفری بروجنی        | بروجن                                             | نه             | ۱۱٬۸۶۳       | برنده          |              |            |
| ۷۷   | ۱    | حسین خسروی اسفراز           | بیرجند، درمیان و خوسف                             | نه             | ۷۲٬۸۷۲       | برنده          |              |            |
| ۷۸   | ۱    | مصطفی نخعی                  | نهبندان و سربیشه                                  | نه             | ۱۷٬۳۴۱       | برنده          |              |            |
| ۷۹   | ۱    | مجید نصیرایی                | فردوس، سرایان، طبس و بشرویه                       | نه             | ۳۷٬۳۳۴       | برنده          |              |            |
| ۸۰   | ۱    | نصرالله پژمان‌فر             | مشهد و کلات                                       | آری            | ۴۳۹٬۹۴۰      | برنده          |              |            |
| ۸۱   | ۲    | سید امیرحسین قاضی‌زاده هاشمی | مشهد و کلات                                       | آری            | ۳۹۷٬۴۴۸      | برنده          |              |            |
| ۸۲   | ۳    | جواد کریمی قدوسی            | مشهد و کلات                                       | آری            | ۳۹۴٬۵۳۷      | برنده          |              |            |
| ۸۳   | ۴    | محمدحسین حسین‌زاده بحرینی    | مشهد و کلات                                       | آری            | ۳۹۳٬۱۹۷      | برنده          |              |            |
| ۸۴   | ۵    | فاطمه رحمانی                | مشهد و کلات                                       | نه             | ۳۰۹٬۵۱۲      | برنده          |              |            |
| ۸۵   | ۱    | محسن زنگنه                  | تربت حیدریه، مه‌ولات و زاوه                        | نه             | ۵۶٬۷۰۶       | برنده          |              |            |
| ۸۶   | ۱    | حسین عباس‌زاده               | چناران و بینالود                                  | نه             | ۲۳٬۳۱۶       | برنده          |              |            |
| ۸۷   | ۱    | اکبر احمدپور                | خواف و رشتخوار                                    | نه             | ۶۳٬۹۹۴       | برنده          |              |            |
| ۸۸   | ۱    | علی‌اصغر عنابستانی           | سبزوار، جغتای، جوین، خوشاب، داورزن و ششتمد        | نه             | ۸۰٬۰۲۸       | برنده          |              |            |
| ۸۹   | ۲    | بهروز محبی نجم‌آبادی         | سبزوار، جغتای، جوین، خوشاب، داورزن و ششتمد        | نه             | ۶۷٬۵۸۲       | برنده          |              |            |
| ۹۰   | ۱    | سید احسان قاضی‌زاده هاشمی    | فریمان، سرخس، احمدآباد و رضویه                    | آری            | ۵۶٬۴۵۴       | برنده          |              |            |
| ۹۱   | ۱    | علی آذری                    | قوچان و فاروج                                     | آری            | ۴۴٬۰۳۳       | برنده          |              |            |
| ۹۲   | ۱    | جواد نیک‌بین                 | کاشمر، خلیل‌آباد و بردسکن                          | آری            | ۲۹٬۴۸۷       | برنده          |              |            |
| ۹۳   | ۱    | احسان ارکانی                | نیشابور، فیروزه و زبرخان                          | نه             | ۷۳٬۸۱۸       | برنده          |              |            |
| ۹۴   | ۲    | هاجر چنارانی                | نیشابور، فیروزه و زبرخان                          | آری            | ۴۷٬۸۳۹       | برنده          |              |            |
| ۹۵   | ۱    | سید محمد پاک‌مهر             | بجنورد، مانه و سملقان، گرمه، جاجرم و راز و جرگلان | نه             | ۶۶٬۸۹۱       | برنده          |              |            |
| ۹۶   | ۱    | امان‌الله حسین‌پور            | اسفراین                                           | نه             | ۱۹٬۳۱۲       | برنده          |              |            |
| ۹۷   | ۱    | علی جدی                     | شیروان                                            | نه             | ۲۸٬۷۷۹       | برنده          |              |            |
| ۹۸   | ۱    | سید کریم حسینی              | اهواز، باوی، حمیدیه و کارون                       | نه             | ۹۹٬۱۰۶       | برنده          |              |            |
| ۹۹   | ۲    | مجتبی یوسفی                 | اهواز، باوی، حمیدیه و کارون                       | نه             | ۶۵٬۹۲۳       | برنده          |              |            |
| ۱۰۰  | ۳    | شبیب جویجری                 | اهواز، باوی، حمیدیه و کارون                       | نه             | ۴۱٬۲۳۷       | دور دوم        | ۴۴٬۶۷۱       | برنده      |
| ۱۰۱  | ۱    | سید محمد مولوی              | آبادان                                            | نه             | ۳۵٬۰۰۵       | برنده          |              |            |
| ۱۰۲  | ۲    | سید مجتبی محفوظی            | آبادان                                            | نه             | ۲۱٬۴۰۲       | برنده          |              |            |
| ۱۰۳  | ۱    | عبدالله ایزدپناه            | ایذه و باغملک                                     | نه             | ۳۳٬۲۸۰       | برنده          |              |            |
| ۱۰۴  | ۱    | حبیب آقاجری                 | ماهشهر، امیدیه، هندیجان و جولکی                   | آری            | ۳۰٬۴۳۰       | برنده          |              |            |
| ۱۰۵  | ۱    | محمد طلا مظلومی آبرزگه      | بهبهان و آغاجاری                                  | نه             | ۱۸٬۰۲۸       | برنده          |              |            |
| ۱۰۶  | ۱    | ابراهیم متینیان             | رامهرمز و رامشیر                                  | نه             | ۲۴٬۵۱۹       | برنده          |              |            |
| ۱۰۷  | ۱    | سهراب گیلانی                | شوشتر و گتوند                                     | آری            | ۳۱٬۸۵۳       | برنده          |              |            |
| ۱۰۸  | ۱    | علیرضا ورناصری              | مسجدسلیمان، اندیکا، لالی و هفتکل                  | نه             | ۳۷٬۴۱۱       | برنده          |              |            |
| ۱۰۹  | ۱    | مصطفی طاهری                 | زنجان و طارم                                      | نه             | ۵۹٬۶۰۳       | برنده          |              |            |
| ۱۱۰  | ۲    | مهدی باقری                  | زنجان و طارم                                      | نه             | ۲۸٬۵۵۰       | دور دوم        | ۱۴٬۹۶۴       | برنده      |
| ۱۱۱  | ۱    | سید البرز حسینی             | خدابنده                                           | نه             | ۳۰٬۸۵۲       | برنده          |              |            |
| ۱۱۲  | ۱    | عباس گلرو                   | سمنان، مهدی‌شهر و سرخه                             | نه             | ۳۲٬۴۱۱       | برنده          |              |            |
| ۱۱۳  | ۱    | علی‌اکبر علیزاده برمی        | دامغان                                            | نه             | ۱۱٬۰۲۱       | برنده          |              |            |
| ۱۱۴  | ۱    | علی‌اصغر خانی                | شاهرود                                            | نه             | ۳۴٬۰۸۳       | برنده          |              |            |
| ۱۱۵  | ۱    | اردشیر مطهری                | گرمسار و آرادان                                   | نه             | ۱۳٬۱۳۰       | برنده          |              |            |
| ۱۱۶  | ۱    | حسینعلی شهریاری             | زاهدان                                            | آری            | ۶۵٬۰۴۲       | برنده          |              |            |
| ۱۱۷  | ۱    | علیرضا پاک‌فطرت              | شیراز و زرقان                                     | نه             | ۱۹۳٬۷۹۰      | برنده          |              |            |
| ۱۱۸  | ۲    | روح‌الله نجابت               | شیراز و زرقان                                     | نه             | ۱۲۲٬۸۰۷      | برنده          |              |            |
| ۱۱۹  | ۳    | جعفر قادری                  | شیراز و زرقان                                     | آری            | ۱۱۶٬۶۸۴      | برنده          |              |            |
| ۱۲۰  | ۴    | ابراهیم عزیزی               | شیراز و زرقان                                     | نه             | ۱۱۴٬۳۲۹      | برنده          |              |            |
| ۱۲۱  | ۱    | فرهاد طهماسبی               | نی‌ریز، استهبان و بختگان                           | نه             | ۲۸٬۸۴۷       | برنده          |              |            |
| ۱۲۲  | ۱    | مسلم صالحی                  | اقلید                                             | نه             | ۱۴٬۵۸۰       | برنده          |              |            |
| ۱۲۳  | ۱    | محمدجواد عسگری              | داراب و زرین‌دشت                                   | نه             | ۵۰٬۹۷۹       | برنده          |              |            |
| ۱۲۴  | ۱    | حجت‌الله فیروزی              | فسا                                               | نه             | ۳۲٬۳۱۹       | برنده          |              |            |
| ۱۲۵  | ۱    | محمدمهدی فروردین            | فیروزآباد، فراشبند و قیر و کارزین                 | نه             | ۲۹٬۶۶۱       | برنده          |              |            |
| ۱۲۶  | ۱    | فریدون عباسی دوانی          | کازرون و کوه‌چنار                                  | نه             | ۲۷٬۹۱۹       | برنده          |              |            |
| ۱۲۷  | ۱    | سید موسی موسوی              | لامرد و مهر                                       | نه             | ۳۷٬۷۳۶       | برنده          |              |            |
| ۱۲۸  | ۱    | جلال رشیدی کوچی             | مرودشت، پاسارگاد و ارسنجان                        | نه             | ۳۲٬۵۱۶       | برنده          |              |            |
| ۱۲۹  | ۱    | فاطمه محمدبیگی              | قزوین، آبیک و البرز                               | نه             | ۱۰۸٬۹۲۴      | برنده          |              |            |
| ۱۳۰  | ۲    | لطف‌الله سیاهکلی             | قزوین، آبیک و البرز                               | نه             | ۸۳٬۵۵۵       | برنده          |              |            |
| ۱۳۱  | ۱    | روح‌الله عباس‌پور             | بوئین‌زهرا و آوج                                   | نه             | ۳۷٬۵۸۹       | برنده          |              |            |
| ۱۳۲  | ۱    | احمد امیرآبادی فراهانی      | قم                                                | آری            | ۲۱۸٬۳۱۵      | برنده          |              |            |
| ۱۳۳  | ۲    | مجتبی ذوالنوری              | قم                                                | آری            | ۲۰۴٬۷۵۸      | برنده          |              |            |
| ۱۳۴  | ۳    | علیرضا زاکانی               | قم                                                | آری            | ۱۹۰٬۴۲۲      | برنده          |              |            |
| ۱۳۵  | ۱    | بهزاد رحیمی                 | سقز و بانه                                        | نه             | ۳۴٬۴۳۹       | برنده          |              |            |
| ۱۳۶  | ۱    | پرویز اوسطی                 | قروه و دهگلان                                     | نه             | ۱۷٬۱۹۶       | برنده          |              |            |
| ۱۳۷  | ۱    | محمدرضا پورابراهیمی         | کرمان و راور                                      | آری            | ۱۳۰٬۱۹۵      | برنده          |              |            |
| ۱۳۸  | ۲    | محمدمهدی زاهدی              | کرمان و راور                                      | آری            | ۹۰٬۷۱۴       | برنده          |              |            |
| ۱۳۹  | ۱    | موسی غضنفرآبادی             | بم، ریگان، فهرج و نرماشیر                         | آری            | ۷۹٬۳۹۲       | برنده          |              |            |
| ۱۴۰  | ۱    | حسین جلالی                  | رفسنجان و انار                                    | نه             | ۵۳٬۷۸۸       | برنده          |              |            |
| ۱۴۱  | ۱    | عفت شریعتی کوهبنانی         | زرند و کوهبنان                                    | آری            | ۴۴٬۴۵۳       | برنده          |              |            |
| ۱۴۲  | ۱    | منصور شکراللهی              | کهنوج، رودبار جنوب، فاریاب، قلعه‌گنج و منوجان      | نه             | ۱۰۵٬۱۴۷      | برنده          |              |            |
| ۱۴۳  | ۱    | عبدالرضا مصری               | کرمانشاه                                          | آری            | ۹۵٬۰۶۱       | برنده          |              |            |
| ۱۴۴  | ۲    | محمد رشیدی                  | کرمانشاه                                          | نه             | ۵۷٬۱۷۰       | برنده          |              |            |
| ۱۴۵  | ۴    | ابراهیم عزیزی               | کرمانشاه                                          | آری            | ۳۹٬۴۹۵       | دور دوم        | ۲۱٬۹۶۶       | برنده      |
| ۱۴۶  | ۱    | سید جواد حسینی کیا          | سنقر                                              | نه             | ۱۰٬۹۳۵       | برنده          |              |            |
| ۱۴۷  | ۱    | سید حاجی محمد موحد          | کهگیلویه، بهمئی، چرام و لنده                      | آری            | ۷۵٬۸۵۱       | برنده          |              |            |
| ۱۴۸  | ۲    | غلامرضا منتظری              | گرگان و آق‌قلا                                     | نه             | ۴۰٬۸۹۳       | برنده          |              |            |
| ۱۴۹  | ۱    | رحمت‌الله نوروزی             | علی‌آباد                                           | نه             | ۳۵٬۹۰۷       | برنده          |              |            |
| ۱۵۰  | ۱    | عبدالجلال ایری              | کردکوی، ترکمن، بندرگز و گمیشان                    | نه             | ۲۱٬۲۰۶       | دور دوم        | ۳۱٬۲۴۸       | برنده      |
| ۱۵۱  | ۱    | رضا آریان‌پور                | مینودشت، گالیکش و کلاله و مراوه‌تپه                | نه             | ۴۲٬۹۴۷       | برنده          |              |            |
| ۱۵۲  | ۱    | جبار کوچکی‌نژاد              | رشت                                               | آری            | ۵۰٬۶۸۵       | برنده          |              |            |
| ۱۵۳  | ۲    | سید علی آقازاده دافساری     | رشت                                               | آری            | ۴۷٬۰۵۷       | برنده          |              |            |
| ۱۵۴  | ۳    | محمدرضا احمدی سنگری         | رشت                                               | نه             | ۳۳٬۹۹۲       | برنده          |              |            |
| ۱۵۵  | ۱    | محمدعلی رمضانی دستک         | آستانه اشرفیه                                     | نه             | ۱۳٬۹۴۸       | برنده (درگذشت) |              |            |
| ۱۵۶  | ۱    | خلیل بهروزی‌فر               | فومن و شفت                                        | نه             | ۴۷٬۸۵۱       | برنده          |              |            |
| ۱۵۷  | ۱    | پرویز محمدنژاد قاضی‌محله     | لنگرود                                            | نه             | ۲۲٬۶۳۳       | برنده          |              |            |
| ۱۵۸  | ۱    | محمد خدابخشی                | الیگودرز                                          | آری            | ۲۹٬۳۸۱       | برنده          |              |            |
| ۱۵۹  | ۱    | عباس گودرزی                 | بروجرد                                            | آری            | ۴۹٬۱۷۰       | برنده          |              |            |
| ۱۶۰  | ۱    | منصورعلی زارعی              | ساری و میان‌دورود                                  | نه             | ۶۲٬۲۲۵       | برنده          |              |            |
| ۱۶۱  | ۲    | مهدی سعادتی                 | بابل                                              | نه             | ۵۰٬۷۲۲       | برنده          |              |            |
| ۱۶۲  | ۱    | کیوان مرادیان کوچکسرایی     | قائمشهر، سوادکوه، جویبار، سوادکوه شمالی و سیمرغ   | نه             | ۶۱٬۹۸۰       | برنده          |              |            |
| ۱۶۳  | ۲    | کمال علی‌پور خنکداری         | قائمشهر، سوادکوه، جویبار، سوادکوه شمالی و سیمرغ   | آری            | ۵۷٬۸۲۳       | برنده          |              |            |
| ۱۶۴  | ۱    | رضا حاجی‌پور                 | آمل                                               | نه             | ۵۷٬۹۵۱       | برنده          |              |            |
| ۱۶۵  | ۱    | غلامرضا شریعتی اندراتی      | بهشهر، نکا و گلوگاه                               | نه             | ۶۲٬۲۲۵       | برنده          |              |            |
| ۱۶۶  | ۱    | سید شمس‌الدین حسینی          | تنکابن، رامسر و عباس‌آباد                          | نه             | ۵۷٬۹۴۵       | برنده          |              |            |
| ۱۶۷  | ۱    | علی‌اصغر باقرزاده            | بابلسر و فریدونکنار                               | نه             | ۴۴٬۹۷۳       | برنده          |              |            |
| ۱۶۸  | ۱    | علی‌اکبر کریمی               | اراک، کمیجان و خنداب                              | آری            | ۷۶٬۳۸۷       | برنده          |              |            |
| ۱۶۹  | ۱    | علیرضا سلیمی                | محلات و دلیجان                                    | آری            | ۱۰٬۴۷۱       | برنده          |              |            |
| ۱۷۰  | ۱    | احمد جباری                  | بندرلنگه، بستک و پارسیان                          | آری            | ۳۰٬۷۰۲       | برنده          |              |            |
| ۱۷۱  | ۱    | حمیدرضا حاجی‌بابایی          | همدان و فامنین                                    | آری            | ۹۵٬۷۲۷       | برنده          |              |            |
| ۱۷۲  | ۱    | کیومرث سرمدی                | اسدآباد                                           | نه             | ۲۶٬۱۱۱       | برنده          |              |            |
| ۱۷۳  | ۱    | عیسی جعفری                  | بهار و کبودرآهنگ                                  | آری            | ۳۶٬۸۸۴       | برنده          |              |            |
| ۱۷۴  | ۱    | محمدمهدی مفتح               | تویسرکان                                          | آری            | ۱۶٬۲۵۸       | برنده          |              |            |
| ۱۷۵  | ۱    | احد آزادی‌خواه               | ملایر                                             | آری            | ۳۶٬۴۷۸       | برنده          |              |            |
| ۱۷۶  | ۲    | هادی بیگی‌نژاد               | ملایر                                             | نه             | ۲۲٬۰۶۲       | برنده          |              |            |
| ۱۷۷  | ۱    | محمدصالح جوکار              | یزد، اشکذر و بخش ندوشن و دهستان سورک              | آری            | ۱۰۵٬۵۴۹      | برنده          |              |            |

### اعضا در هیئت رئیسه مجلس یازدهم
در ۸ خرداد ۱۳۹۹ در اولین جلسه علنی مجلس یازدهم، رئیس و ۱۱ عضو هیئت رئیسه دائم این دور از مجلس انتخاب شدند. محمدباقر قالیباف توانست با کسب ۲۳۰ رای در مقابل ۱۷ رای فریدون عباسی دوانی و ۱۲ رای ماخوذه سید مصطفی میرسلیم ریاست این دوره از مجلس را به مدت یکسال بر عهده بگیرد. سید امیرحسین قاضی‌زاده هاشمی منتخب مردم مشهد با ۲۰۸ رای و علی نیکزاد منتخب مردم اردبیل با ۱۹۶ رای به عنوان نواب اول و دوم هیئت رئیسه مجلس انتخاب شدند. محسن پیرهادی منتخب مردم تهران، محمدحسین فرهنگی منتخب مردم تبریز و علیرضا سلیمی منتخب مردم محلات به عنوان ناظرین مجلس شورای اسلامی انتخاب شدند.
| ردیف | نام                         | سمت           | حوزهٔ انتخاباتی | گرایش سیاسی | تشکل سیاسی                        | لیست انتخاباتی                     | سابقهٔ نمایندگی | نتیجه شمارش آرا |
| ---- | --------------------------- | ------------- | -------------- | ----------- | --------------------------------- | ---------------------------------- | -------------- | --------------- |
| ۱    | محمدباقر قالیباف            | رئیس          | تهران          | اصول‌گرا     | جمعیت پیشرفت و عدالت ایران اسلامی | شورای ائتلاف نیروهای انقلاب اسلامی | نه             | ۲۳۰             |
| ۲    | سید امیرحسین قاضی‌زاده هاشمی | نایب رئیس اول | مشهد           | اصول‌گرا     | جبهه پایداری انقلاب اسلامی        | شورای ائتلاف نیروهای انقلاب اسلامی | آری            | ۲۰۸             |
| ۳    | علی نیکزاد                  | نایب رئیس دوم | اردبیل         | اصول‌گرا     |                                   | شورای ائتلاف نیروهای انقلاب اسلامی | نه             | ۱۹۶             |
| ۴    | سید ناصر موسوی لارگانی      | دبیر          | فلاورجان       | اصول‌گرا     |                                   | شورای ائتلاف نیروهای انقلاب اسلامی | آری            | ۱۷۱             |
| ۵    | احمد امیرآبادی فراهانی      | دبیر          | قم             | اصول‌گرا     |                                   | شورای ائتلاف نیروهای انقلاب اسلامی | آری            | ۱۶۵             |
| ۶    | حسینعلی حاجی دلیگانی        | دبیر          | شاهین‌شهر       | اصول‌گرا     |                                   | شورای ائتلاف نیروهای انقلاب اسلامی | آری            | ۱۴۹             |
| ۷    | روح‌الله متفکر آزاد          | دبیر          | تبریز          | اصول‌گرا     |                                   | شورای ائتلاف نیروهای انقلاب اسلامی | نه             | ۱۴۸             |
| ۸    | علی کریمی فیروزجایی         | دبیر          | بابل           | اصول‌گرا     |                                   | شورای ائتلاف نیروهای انقلاب اسلامی | آری            | ۱۲۷             |
| ۹    | سید محسن دهنوی              | دبیر          | تهران          | اصول‌گرا     |                                   | شورای ائتلاف نیروهای انقلاب اسلامی | نه             | ۱۱۹             |
| ۱۰   | محمدحسین فرهنگی             | ناظر          | تبریز          | اصول‌گرا     |                                   | شورای ائتلاف نیروهای انقلاب اسلامی | آری            | ۱۶۷             |
| ۱۱   | علیرضا سلیمی                | ناظر          | محلات          | اصول‌گرا     | جمعیت رهپویان انقلاب اسلامی       | شورای ائتلاف نیروهای انقلاب اسلامی | آری            | ۱۲۹             |
| ۱۲   | محسن پیرهادی                | ناظر          | تهران          | اصول‌گرا     | جمعیت پیشرفت و عدالت ایران اسلامی | شورای ائتلاف نیروهای انقلاب اسلامی | نه             | ۱۲۸             |